# Torvsjön, Halland
Torvsjön är en sjö i Halmstads kommun i Halland och ingår i Nissans huvudavrinningsområde. Sjön är 18,5 meter djup, har en yta på 0,434 kvadratkilometer och befinner sig 51,4 meter över havet. Vid provfiske har abborre och gädda fångats i sjön.

## Delavrinningsområde
Torvsjön ingår i det delavrinningsområde (628997-132450) som SMHI kallar för Mynnar i Nissans vattendragsyta. Medelhöjden är 80 meter över havet och ytan är 13,3 kvadratkilometer. Det finns inga avrinningsområden uppströms utan avrinningsområdet är högsta punkten. Vattendraget som avvattnar avrinningsområdet har biflödesordning 2, vilket innebär att vattnet flödar genom totalt 2 vattendrag innan det når havet efter 9 kilometer. Avrinningsområdet består mestadels av skog (73 %) och jordbruk (12 %). Avrinningsområdet har 0,5 kvadratkilometer vattenytor vilket ger det en sjöprocent på 3,8 %. Bebyggelsen i området täcker en yta av 0,21 kvadratkilometer eller 2 % av avrinningsområdet.